# نخ بر
نخ بر، روستایی از توابع بخش مرکزی شهرستان ششتمد در استان خراسان رضوی ایران است.

## جمعیت
این روستا در دهستان بیهق قرار دارد و براساس سرشماری مرکز آمار ایران در سال ۱۳۸۵، جمعیت آن زیر سه خانوار بوده‌است.